# جودی گینس
جودی گینس (انگلیسی: Judy Guinness; ۱۴ اوت ۱۹۱۰ – ۲۴ اکتبر ۱۹۵۲) ورزشکار شمشیربازی اهل پادشاهی متحد بریتانیای کبیر و ایرلند بود.
وی در مسابقات کشوری و بین‌المللی در مجموع برندهٔ ۱ مدال نقره شده‌است.